# Zakład Wapienniczy w Płazie
Zakład Wapienniczy w Płazie powstał w roku 1891. W momencie powstania zakład nosił nazwę „Wapiennik”. W latach międzywojennych stanowił własność Towarzystwa Przedsiębiorstw Górniczych S.A. w Krakowie, a od 1933 roku znajdował się w przymusowym zarządzie państwowym. W latach 1947–1949 w zakładzie pracę rozpoczął piec nr 1, przeznaczony do wypału wapna. Obecnie piec ten jest zlikwidowany. Na bazie zniszczonego podczas działań wojennych przedsiębiorstwa, na podstawie zarządzenia nr 466 Ministerstwa Przemysłu Lekkiego z dnia 1 lipca 1952 roku utworzone zostało przedsiębiorstwo pod nazwą „Chrzanowskie Zakłady Przemysłu Wapienniczego” w Płazie koło Chrzanowa. W latach 1956–1959 w zakładzie uruchomiono dwa kolejne piece służące do wypału wapna. W okresie od lutego 1969 roku do grudnia 1973 roku przedsiębiorstwo działało pod nazwą „Krakowskie Zakłady Przemysłu Wapienniczego” w Płazie. W latach 1974–1977 na podstawie zarządzenia nr 203/0r Ministerstwa Budownictwa i Przemysłu Materiałów Budowlanych z dnia 30 grudnia 1973 roku Przedsiębiorstwo wchodziło w skład Krakowskiego Kombinatu Cementowo–Wapienniczego w Krakowie. Na podstawie zarządzenia nr 3/0r Ministerstwa Budownictwa i Przemysłu Materiałów Budowlanych z dnia 22 stycznia 1977 roku, do końca roku 1980 przedsiębiorstwo wchodziło w skład Śląskiego Kombinatu Cementowo–Wapienniczego w Ogrodzieńcu. W latach 1981–1986 zakład był już samodzielnym przedsiębiorstwem państwowym. W wyniku połączenia przedsiębiorstwa z Kopalnią Wapienia Czatkowice zakład wszedł w jej skład z dniem 1 sierpnia 1986 roku. Ostatnia reorganizacja w tym zakresie wprowadzona została z dniem 1 kwietnia 1990 roku, kiedy na podstawie zarządzenia Ministra Przemysłu nr 139/Org/90, przedsiębiorstwo uzyskało swój ostateczny kształt organizacyjny jako Zakład Wapienniczy w Płazie. Wówczas funkcję organu założycielskiego dla przedsiębiorstwa pełnił Wojewoda Małopolski.
31 marca 2006 roku zakład od likwidatora zakupiła Spółka Giga.